# Brington (Cambridgeshire)
Pour les articles homonymes, voir Brington.
Brington est un village du Cambridgeshire, en Angleterre.